# Mdina
Mdina, Città Vecchia, ili Città Notabile je stari glavni grad Malte. Mdina je srednjovijekovni grad okružen zidinama, a nalazi se na brdu u središtu otoka. Mdinu obično zovu „tihi grad“. Ovaj stari utvrđeni grad graniči s mjestom Rabat, što na arapskom znači „predgrađe“. 

## Povijest
Mdinu su naselili i vjerojatno prvi put utvrdili Feničani oko 700. pr. Kr. Grad su zvali Maleth. Grad se nalazi na dobrom strateškom mjestu na jednom od najviših područja na Malti s maksimalnom udaljenošću od mora. Za vrijeme Rimskog Carstva Malta postaje municipium, a rimski guverner je sagradio svoju palaču upravo u Mdini. Prema tradiciji apostol Sveti Pavao je neko vrijeme proveo u gradu nakon njegovog brodoloma na Malti. Gradska arhitektura najviše predstavlja fatimidsko razdoblje koji je započeo 999. i trajalo sve do normanskog osvajanja Malte 1091. godine. Normani su izgradili debele utvrde i proširili jarak. Time je grad odvojen od obližnjeg Rabata.
Malta je 1530. prešla u ruke vitezova ivanovaca. U Mdini je održavana ceremonija u kojoj je svaki Veliki meštar položio zakletvu o zaštiti Malteškog otočja i prava podanika. Nakon jakog potresa 1693., u gradsku arhitekturu uveden je barok. Malteški vitezovi obnovili su katedralu prema nacrtima malteškog arhitekta Lorenza Gafe. Mnoge duge važne građevina također su obnovljene u to vrijeme.
Danas su većina palača u Mdini domovi lokalnog stanovništva. U gradu je živjeti dozvoljeno samo malom broju stanovnika, a također je ograničen i broj vozila.

## Glavne ulice u gradu
- Misraħ il-Kunsill Ċittà Notabile (Notabile City Council Square)
- Pjazza San Pawl (St Paul Square)
- Pjazza San Publiju (St Publius Square)
- Pjazza ta' l-Arċisqof (Archbishop Square)
- Pjazza Tas-Sur (Bastion Square)
- Pjazzetta Beata Marija Adeodata Pisani (Blessed Maria Adeodata Pisani Square)
- Triq Inguanez (Inguanez Street)
- Triq is-Sur (Bastion Street)
- Triq San Pawl (St Paul Street)
- Triq Santu Rokku (St Roch Street)
- Triq Villegaignon (Villegaignon Street)

- Engleski nazivi u zagradama

## Vanjske poveznice
- discovermdina.com  Arhivirana inačica izvorne stranice od 22. svibnja 2019. (Wayback Machine)
- Mdina - GuidetoMalta.net  Arhivirana inačica izvorne stranice od 27. lipnja 2007. (Wayback Machine)